# Seznam rozhleden v Pardubickém kraji
Seznam rozhleden v Pardubickém kraji představuje výčet rozhleden a vyhlídkových věží, které se nachází v Pardubickém kraji.
Vzhledem k nejednoznačné definici rozhleden a stále přibývajících staveb tohoto druhu je pravděpodobné, že seznam nebude úplný.

## Seznam
| Název                                | Obrázek | Galerie                                                               | Výška [m] | Okres           | Kóta [m n. m.] | Geosouřanice                     | Stručný popis | Stav                                     |
| ------------------------------------ | ------- | --------------------------------------------------------------------- | --------- | --------------- | -------------- | -------------------------------- | --- | ---------------------------------------- |
| Bára                                 |         | Kategorie „Bára (observation tower)“ na Wikimedia Commons             | 17        | Chrudim         | 347            | 49°54′59″ s. š., 15°46′50″ v. d. | Dřevěná rozhledna od Martina Rajniše stojí na Čertově skalce v lokalitě Podhůra u Rabštejnské Lhoty.                                                                              | Přístupná                                |
| Barborka                             |         | Kategorie „Rozhledna Barborka“ na Wikimedia Commons                   | 14        | Pardubice       | 313            | 49°57′49″ s. š., 15°38′7″ v. d.  | Dřevěná rozhledna stojí na západním okraji osady Horní Raškovice cca 4 km severozápadně od Heřmanova Městce.                                                                      | Přístupná                                |
| Boiika                               |         | Kategorie „Boiika“ na Wikimedia Commons                               | 15        | Chrudim         | 528            | 49°50′47″ s. š., 15°47′3″ v. d.  | Dřevěná rozhledna stojí pod vrcholem Planina nedaleko obce České Lhotice. | Přístupná                                |
| Borůvka                              |         | Kategorie „Boruvka observation tower“ na Wikimedia Commons            | 19        | Chrudim         | 460            | 49°50′24″ s. š., 16°3′45″ v. d.  | Dřevěná rozhledna stojí na mírném návrší cca 0,5 km za obcí Hluboká. | Přístupná                                |
| Dobře ukrytá rozhledna Járy Cimrmana |         | Kategorie „Dobře ukrytá rozhledna Járy Cimrmana“ na Wikimedia Commons | 20        | Svitavy         | 476            | 49°38′49″ s. š., 16°30′43″ v. d. | Dřevěná rozhledna stojí na návrší cca 1 km západně od Březové nad Svitavou. | Volně přístupná                          |
| Jahůdka                              |         |                                                                       | 12        | Chrudim         | 340            | 49°53′50″ s. š., 16°0′27″ v. d.  | Dřevěná rozhledna stojí na návrší mezi osadami Radim a Bělá u města Luže. | Volně přístupná                          |
| Kladruby nad Labem                   |         |                                                                       |           | Pardubice       | 210            | 50°3′31″ s. š., 15°29′5″ v. d.   | Rozhledna na vrcholu bývalé vodárenské věže v areálu Národního hřebčína. | Přístupná                                |
| Rozhledna Klepý                      |         |                                                                       | 28        | Ústí nad Orlicí | 1145           | 50°9′25″ s. š., 16°47′26″ v. d.  | Dřevěná rozhledna stojí na vrchu Klepáč u Dolní Moravy. | Přístupná                                |
| Kozlovský kopec                      |         | Kategorie „Kozlovský kopec“ na Wikimedia Commons                      | 55        | Ústí nad Orlicí | 601            | 49°52′53″ s. š., 16°25′31″ v. d. | Ocelový vysílač mobilního operátora sloužící rovněž jako rozhledna stojí na stejnojmenném kopci cca 5 km jihozápadně od České Třebové.                                            | Přístupná                                |
| Křížová hora                         |         | Kategorie „Křížová hora“ na Wikimedia Commons                         | 25        | Ústí nad Orlicí | 735            | 50°2′17″ s. š., 16°45′26″ v. d.  | Železobetonová rozhledna stojí na stejnojmenném vrchu cca 2 km jihovýchodně od obce Červená Voda.                                                                                 | Přístupná                                |
| Lanšperk                             |         |                                                                       | 8         | Ústí nad Orlicí |                | 49°59′42″ s. š., 16°27′15″ v. d. | Ocelová rozhledna stojí v areálu stejnojmenné zříceniny hradu u obce Dolní Dobrouč.                                                                                               | Volně přístupná                          |
| Lázek                                |         | Kategorie „Lázek“ na Wikimedia Commons                                | 20        | Ústí nad Orlicí | 715            | 49°55′32″ s. š., 16°42′19″ v. d. | Dřevěná rozhledna stojí na stejnojmenném vrchu cca 8 km východně od Lanškrouna.                                                                                                   | Přístupná                                |
| Mariánka                             |         | Kategorie „Rozhledna Mariánka“ na Wikimedia Commons                   | 23        | Ústí nad Orlicí | 500            | 49°57′43″ s. š., 16°35′45″ v. d. | Dřevěná rozhledna s ocelovým schodištěm východně od Mariánské hory u Horní Čermné.                                                                                                | Volně přístupná                          |
| Milada – Lichnice                    |         | Kategorie „Lichnice (lookout tower)“ na Wikimedia Commons             | 12        | Chrudim         | 507            | 49°52′46″ s. š., 15°35′11″ v. d. | Rozhledna z oceli se zavěšeným schodištěm uvnitř konstrukce stojí u střepu severní věže hradu Lichnice na katastru Podhradí v Železných horách.                                   | Přístupná v provozní době hradu Lichnice |
| Na Chlumu                            |         | Kategorie „Rozhledna Na Chlumu (Slatiňany)“ na Wikimedia Commons      | 3         | Chrudim         | 370            | 49°54′6″ s. š., 15°47′37″ v. d.  | Renovovaná kamenná rozhledna stojí v lokalitě Na Chlumu na jižním úpatí kopce Hůra (403 m) cca 3 km západně od Slatiňan.                                                          | Volně přístupná                          |
| Na Kopečku                           |         | Kategorie „Na Kopečku (rozhledna)“ na Wikimedia Commons               | 10        | Chrudim         | 370            | 49°54′59″ s. š., 15°33′21″ v. d. | Dřevěná rozhledna na kamenné základně stojí v obci Licoměřice. | Volně přístupná                          |
| Pastýřka                             |         | Kategorie „Rozhledna Pastýřka“ na Wikimedia Commons                   | 27        | Svitavy         | 516            | 49°44′53″ s. š., 16°39′46″ v. d. | Ocelová rozhledna s nosnými dřevěnými vzpěrami stojí na kopci Pastvisko 2 km jižně od Moravské Třebové.                                                                           | Volně přístupná                          |
| Tyršova rozhledna                    |         | Kategorie „Tyršova rozhledna“ na Wikimedia Commons                    | 20        | Ústí nad Orlicí | 468            | 50°3′41″ s. š., 16°28′6″ v. d.   | Dřevěná rozhledna na stejnojmenném vrchu (též Kapelský vrch) se též nazývá Tyršova rozhledna a stojí cca 0,5 km západně od Žamberka.                                              | Přístupná                                |
| Strážný vrch                         |         |                                                                       | 20        | Svitavy         | 468            | 49°47′11″ s. š., 16°34′59″ v. d. | Dřevěná rozhledna na stejnojmenném vrchu stojí v oblasti Hřebečského hřebenu mezi Svitavami a Moravskou Třebovou.                                                                 | Volně přístupná                          |
| Stříbrná krasavice                   |         | Kategorie „Andrlův chlum“ na Wikimedia Commons                        | 50        | Ústí nad Orlicí | 560            | 49°57′36″ s. š., 16°22′26″ v. d. | Ocelový vysílač mobilního operátora fungující též jako rozhledna stojí na Andrlově chlumu cca 3 km jihozápadně od Ústí nad Orlicí.                                                | Přístupná                                |
| Suchý vrch                           |         | Kategorie „Suchy vrch“ na Wikimedia Commons                           | 33        | Ústí nad Orlicí | 995            | 50°3′8″ s. š., 16°41′23″ v. d.   | Betonová věž na stejnojmenném vrchu stojí cca 8 km východně od Jablonného nad Orlicí.                                                                                             | Přístupná                                |
| Terezka                              |         | Kategorie „Terezka (rozhledna)“ na Wikimedia Commons                  | 27        | Chrudim         | 626            | 49°47′10″ s. š., 16°7′21″ v. d.  | Dřevěná rozhledna s ocelovými prvky stojí nad obcí Paseky. | Přístupná                                |
| Toulovcova rozhledna                 |         | Kategorie „Toulovcova rozhledna“ na Wikimedia Commons                 | 16        | Svitavy         | 539            | 49°48′50″ s. š., 16°9′40″ v. d.  | Dřevěná rozhledna stojí na Jarošovském kopci při silnici mezi Budislaví a Jarošovem.                                                                                              | Přístupná                                |
| Val                                  |         | Kategorie „Val (rozhledna)“ na Wikimedia Commons                      | 35        | Ústí nad Orlicí | 788            | 50°4′16″ s. š., 16°47′30″ v. d.  | ocelový vysílač mobilního operátora sloužící rovněž jako rozhledna stojí na stejnojmenném vrchu u vsi Dolní Hedeč.                                                                | Volně přístupná                          |
| Vojtěchovská                         |         | Kategorie „Vojtěchovská rozhledna“ na Wikimedia Commons               | 16        | Chrudim         | 590            | 49°46′49″ s. š., 15°58′44″ v. d. | Rozhledna s kovovou konstrukcí, v dolní části obložená kamenem, vyhlídková patra dřevem, vybavená dalekohledem, stojí na návrší „Na hrbovatkách“ nad obcí Vojtěchov.              | Přístupná v provozní době                |
| Zuberský vrch                        |         | Kategorie „Zuberský vrch“ na Wikimedia Commons                        | 55        | Chrudim         | 615            | 49°46′53″ s. š., 15°48′7″ v. d.  | Ocelový vysílač mobilního operátora s částečným dřevěným obložením slouží jako rozhledna a stojí na východním úpatí stejnojmenného vrchu cca 1 km jihozápadně od Trhové Kamenice. | Přístupná                                |